# سامسونج جالكسي أي 52 أس (5G)
سامسونج A52s هو نسخة مطورة من هاتف سامسونج A52 الذكي تم الإعلان عن الهاتف في أغسطس 2021 واصدار الهاتف في سبتمبر 2021 وابرز التحسينات هي المعالج الرسومي ووحدة المعالجة المركزيةواضافة دعم شبكة الجيل الخامس
.

## مواصفات الهاتف
المعالج: : Snapdragon 778G 5G ثماني النواة وتكنلوجيا 6 نانو